# Jards Macalé: Um Morcego na Porta Principal
Jards Macalé: Um Morcego na Porta Principal é um documentário brasileiro de 2009, dirigido por Marco Abujamra e João Pimentel.
O filme aborda a trajetória artística de Jards Macalé, reunindo imagens de arquivo filmadas em super-8 pelo próprio músico e entrevistas com Gilberto Gil, Paulinho da Viola, Zé Celso e Nelson Motta, entre outros.

## Prêmios
- Festival In-Edit Brasil 2009: Melhor filme[5]